# Minoru Hirai
Minoru Hirai (平井 稔 ; ožujak 1903. – 16. listopada 1998.), japanski majstor borilačkih vještina. Izravni je učenik Moriheija Ueshibe. Osnivač je škole Korindo aikido.

## Životopis
Minoru Hirai je u mladosti je vježbao mnoge škole borilačkih vještina, uključujući Togin-ryu, Okumura Nito-ryu, Takenouchi-ryu, Kito-ryu i Suburi-ryu. Do 1938. godine postao je majstor u iaidu i džiju-džicu, te je osnovao svoj dođo, Kogado dođo u Okayami.
Godine 1938. u Okayami upoznaje Moriheija Ueshibu, koji mu je tom prilikom ispričao o svojoj novoj borilačkoj vještini Aiki-Budo (prethodni naziv za aikido). Pozvao ga u svoj dođo u Tokio, što je Hirai poslušao te započeo vježbati u Kobukan dođou (današnji Hombu dođo). Hirai je u Aiki-Budovim kružnim pokretima pronašao sličnosti sa svojom školom džiju-džicu, koju je još uvijek razvijao. 
Za vrijeme Drugog svjetskog rata, Hirai je bio šef odjela za džiju-džicu u Vojnoj policijskoj školi japanske vojske, te je imao je značajnu ulogu u razvoju novih tehnika uhićenja koju danas koristi vojna policija.
Godine 1942. Morihei Ueshiba imenuje ga za direktora općih poslova Kobukan Dođoa. Imao je značajnu ulogu u stvaranju izraza "aikido".
U listopadu 1945. Hirai je osnovao Korindo dođo u Shizuoki, a u rujnu 1953. godine otvoren je Korindo dođo u Tokiju.
Umro je 1998. godine.

## Vanjske povezice
- Intervju s Minoru Hirai  Arhivirana inačica izvorne stranice od 17. studenoga 2019. (Wayback Machine)